# Anton Genast
Anton Genast, född 1763 och död 4 mars 1831, var en tysk skådespelare.
Genast var 1791-1817 anställd som sångare, skådespelare och regissör vid hovteatern i Weimar. Genast var en förträfflig komiker och både som konstnär och människa högt skattad av såväl Goethe som Schiller. Hans efterlämnade anteckningar utgavs 1861-66 i 4 band under titeln Aus dem Tagebuch eines alten Schauspielers.